# 丘古爾區
6°40′14″S 78°44′15″W / 6.6706°S 78.7375°W
丘古爾區（西班牙語：Distrito de Chugur），是秘魯的一個區，位於該國北部卡哈馬卡大區的瓦爾加約克省，始建於1915年11月29日，面積99.6平方公里，海拔高度2,753米，2005年人口3,760，人口密度每平方公里38人。